# 拉拉塞爾 (密蘇里州)
拉拉塞爾（英語：La Russell）是位於美國密蘇里州賈斯珀縣的城市。

## 人口
根據2020年美國人口普查的數據，拉拉塞爾的面積為0.87平方千米，皆為陸地。當地共有人口134人，而人口密度為每平方千米154人。